# Гора (Војводство доњошлеско)
Гора (пољ. Góra) град је у Пољској у Војводству доњошлеском. По подацима из 2012. године број становника у месту је био 12 492.
.

## Становништво
| 2012.  |
| ------ |
| 12 492 |

## Партнерски градови
- Херцберг ам Харц